# Ivar Sporon-Fiedler
Ivar Christian Frederik Sporon-Fiedler (28. juli 1899 på Bonderup ved Store Merløse – 3. juni 1955 på Nordskov) var en dansk godsejer, storvildtjæger, forfatter og modstandsmand, bror til Axel C.F. Sporon-Fiedler.
Han var søn af godsejeren og politikeren Frederik Sporon-Fiedler og arvede Nordskov. I 1934 købte han desuden Damsbo Skov på Fyn med 400 tdr. land, som blev udskilt som en selvstændig ejendom fra Damsbo. Godserne, som han lod forpagtere bestyre, gav en solid og stabil indkomst, som tillod Sporon-Fiedler at udøve sin store passion for jagt, fortrinsvis i Afrika. I 1933 var han i Kenya, mens han lod en jagthytte Skovreden opføre ved Damsbo, og sidst i  1930'erne planlagde han en rejse til Canada for at gå på jagt i Rocky Mountains. 2. verdenskrig stoppede disse planer, og  Sporon-Fielder gik tidligt ind i modstandsbevægelsen. Han hjalp med at skjule modstandsfolk og engelske flyvere, bl.a. i Skovreden, som aldrig blev mistænkt af Gestapo. Han arbejdede sammen med Alf Toftager, som senere blev borgmester i Faaborg, og den unge grev Lennart Ahlefeldt-Laurvig-Lehn fra Hvidkilde, som blev henrettet af tyskerne, 
Først i 1947 kom Sporon-Fiedler til USA. Sammen med sin gode ven Knudsen, som ejede Californiens største mejeri, drog han til Canada på jagt. I 1955 kom han til Indien, hvor han blev syg. Han kom tilbage til Danmark, hvor han døde.
Han var gift med Annelise Guldager Pors (17. april 1914 i Odense -).

## Udgivelser
- Vinter. Vaar. Sommer. Høst, 1926.
- Efter Kronhjort i de Norske Fjeldskove, DANSK JAGTTIDENDE Nr.1 – 1.april 1929.
- I Afrikas Kløer: Fra en Jagtrejse i Kenya og en Tur Afrika rundt, København: Nordisk Forlag 1934.
- Med Riffel i Sadlen: Fra Jægerlivet i Canadas Vildmarker, Skandinavisk Bogforlag 1948.
- Venner og Vildt: Fra Norske og Svenske Jagtmarker gennem 25 aar, København: Forlagshuset 1957.